# 1949
1949 (MCMXLIX) fou un any començat en dissabte.

## Esdeveniments
Països Catalans
- 22 de gener, Eivissa: Es crea l'Institut d’Estudis Eivissencs.[1]
- 17 de febrer: Afusellats quatre membres del Partit Socialista Unificat de Catalunya (PSUC) de Barcelona.[2]

Resta del món
- 1 de gener: Les Nacions Unides imposen una treva que posa fi a la guerra indopakistanesa de 1947. Com a conseqüència d'aquesta guerra es produeix l'aillament i la divisió de Caixmir.
- 4 de gener: Es crea el Consell d'Assistència Econòmica Mútua (COMECON)
- 21 de gener: Tropes comunistes xineses ocupen la ciutat de Pequín.[3]
- 5 de febrer: Iran es dissol el Partit Comunista Tudeh.[4]
- 10 de febrer - els conservadors unionistes obtenen la majoria parlamentària d'Irlanda del Nord.
- 10 de febrer - dels Estats Units s'estrena l'obra de teatre La mort d'un viatjant, d'Elia Kazan, basada en l'obra de Arthur Miller.
- 16 de febrer - de l'ONU comencen les converses sobre Berlín entre els delegats dels Estats Units i l'URSS.
- 1 d'abril - Éire deixa la Comunitat Britànica i es torna la República d'Irlanda.
- 4 d'abril:
  - es signa a Washington el Pacte Atlàntic.
  - Creació de L'Organització del Tractat de l'Atlàntic Nord, OTAN, en anglès NATO.[5]
- 23 d'abril - tropes comunistes xineses ocupen la ciutat de Nanquín.
- 5 de maig - Tractat de Londres on se signa l'Estatut del Consell d'Europa.
- 9 de maig - Rainier III esdevé el príncep de Mònaco després de la mort del seu avi, Lluís II.
- 24 de maig - França: Apareix publicat el primer volum de l'assaig El segon sexe, de Simone de Beauvoir, una fita del pensament feminista.[6]
- 19 de juliol - Laos s'independitza de França.
- 8 d'agost - Bhutan s'independitza de l'Índia.
- 17 de setembre - s'estrena el curt d'animació "Fast and Furry-ous" on hi apareixen per primer cop el Coiot i el Correcamins dels estudis Warner Bros.
- 27 de setembre - els Països Baixos reconeixen formalment la independència d'Indonèsia.
- 1 d'octubre - Mao Zedong estableix la República Popular de la Xina, esdevenint un estat comunista.[7]
- 7 d'octubre - Alemanya queda dividida en dos estats.[8]
- 12 d'octubre - signatura de les Convencions de Ginebra.
- 25 d'octubre - Londres, Anglaterra: el De Havilland Comet, el primer avió de reacció destinat del transport de passatgers, fa un vol de prova Londres -Trípoli (Líbia)-Londres en 6 hores i 36 minuts, el doble de ràpid que els avions convencionals.[9]
- 28 d'octubre - França: Apareix publicat el segon volum de l'assaig El segon sexe, de Simone de Beauvoir, una fita del pensament feminista.[6]
- 31 d'octubre - Chiang Kai-shek es replega de Taiwan.[10]
- 8 de novembre - En Costa Rica entra en vigència la seva actual Constitució.
- 21 de novembre - Nova York: Assemblea General de les Nacions Unides va deprovar una resolució en què va defirmar que Líbia es convertiria en independent de partir de l'1 de gener de 1952.

### Premis Nobel
| Camp                  | Guardonats                                |
| --------------------- | ----------------------------------------- |
| Física                | - Hideki Yukawa                           |
| Química               | - Wiliam Giauque                          |
| Medicina o Fisiologia | - Walter Rudolf Hess - António Egas Moniz |
| Literatura            | - William Faulkner                        |
| Pau                   | - John Boyd Orr                           |

## Naixements
Països Catalans
- 1 de gener - Algemesí, Ribera Alta: Enric Lluch i Girbés, escriptor valencià.
- 12 de gener - Vic, Osona: Imma Bellafont, llibretera i activista cultural catalana.[11]
- 30 de gener - Istanbul: Lydia Azzopardi, ballarina, coreògrafa, dissenyadora de vestuari nacionalitzada britànica, establerta a Catalunya.[12]
- 11 de febrer - Barcelona: Lourdes Cirlot Valenzuela, teòrica de l'art, història de l'art i professora universitària catalana.[13]
- 9 de març - Oxford: Miquel Strubell i Trueta, sociolingüista català (m. 2022).
- 14 de març - Barcelona: Núria Armengol Reig, jugadora, entrenadora i directiva de bàsquet catalana.[14]
- 18 de març:
  - València: Margarita Pin Arboledas, política valenciana, ha estat diputada al Congrés dels Diputats.[15]
  - Carlet, Ribera Alta: Eduard J. Verger, poeta i traductor valencià.[16]
- 20 de març, Reus: Teresa Gomis de Barbarà, matemàtica i professora, política catalana, regidora municipal i diputada al Congrés dels Diputats en la X legislatura.[17]
- 24 de març: 
  - Portocolom: Gabriel Mestre Oliver, artista plàstic i escriptor mallorquí.
  - Barcelona: Joaquim Maria Puyal, doctor en lingüística i comentarista radiofònic.[18]
- 27 de març - Barcelona: Anna Turbau, fotoperiodista catalana (m. 2025).
- 6 d'abril:
  - Barcelona: Núria de Gispert i Català, President del Parlament de Catalunya (2010-2015).
  - Vic: Jaume Medina i Casanovas, filòleg, llatinista, escriptor, traductor i poeta català (m. 2023).
- 25 d'abril - Cardedeu, el Vallès Oriental: Agustí Asensio i Saurí, dibuixant i il·lustrador de llibres infantils.[19]
- 2 de maig - Alcoi: Juli Mira Moya, actor valencià (m. 2024).[20]
- 9 de maig - Barcelona: Andreu Martín i Farrero, escriptor i guionista català.[21]
- 11 de maig - Aiora: Clementina Ródenas Villena, professora i política valenciana, que fou alcaldessa de València.[22]
- 28 de maig - Barcelona: Montserrat Aguadé i Porres, genetista, membre numerària de l'Institut d'Estudis Catalans.[23]
- 7 de juny - Vilassar de Dalt, Maresme: Toti Soler, guitarrista i cantant.[24]
- 8 de juny - Catarroja: Toni Artis, cantant valencià.
- 15 de juny - València: María Teresa Fernández de la Vega, política espanyola, vicepresidenta del govern durant la presidència del socialista Rodríguez Zapatero.[25]
- 29 de juny - Parets del Vallès, Vallès Oriental: Joan Clos i Matheu, polític, alcalde de Barcelona, 1997, 2006) i Ministre d'Indústria, Turisme i Comerç d'Espanya.[26]
- 20 de juliol - Barcelona: María del Carmen Gómez Muntané, musicòloga especialista en música medieval i primer Renaixement.[27]
- 4 de setembre - Alcoi: Francesc Moisès, doctor, compositor i cantant valencià.
- 13 de setembre - Vinaixa, Lleida: Carme Rigalt, periodista i escriptora que viu a Madrid.[28]
- 17 de setembre - Tremp: Maria Barbal i Farré, escriptora catalana.[29]
- 23 de setembre - Alacant: Juan Manuel Asensi Ripoll, futbolista valencià.
- 16 d'octubre - Pessonada, Pallars Jussà: Pep Coll, escriptor català.
- 16 de desembre - Barcelona: Teresa Duran, pedagoga, escriptora i il·lustradora catalana.[30]
- 20 de desembre - Santander: Cristina Piris López-Doriga, política i sindicalista valenciana.[31]
- Joan Ensesa i Roura, cromador i restaurador de metalls gironí.
- Barcelona: Xavier Bulbena Moreu, artista plàstica.

Resta del món
- 11 de gener, Madrid: Paloma Chamorro, periodista espanyola vinculada al moviment anomenat Moguda madrilenya (m. 2017).[32]
- 12 de gener, Kyoto, Japó: Haruki Murakami, escriptor japonès.
- 25 de gener, Londres, Regne Unit: Paul Nurse, bioquímic anglès, Premi Nobel de Medicina o Fisiologia de l'any 2001.
- 30 de gener, Northfield, Minnesota, EUA: Peter Agre, biòleg nord-americà, Premi Nobel de Química de l'any 2003.
- 12 de febrer:
  - Damasc, Síria: Sari Nusseibeh, filòsof palestí, Premi Internacional Catalunya del 2004.
  - Berlín Oriental, RDA: Barbara Honigmann, pintora i escriptora alemanya.[33]
- 22 de febrer, Grenoble, França: Bruno Saby, pilot de ral·lis francès.
- 25 de febrer, Beirut, Líban: Amin Maalouf, escriptor libanès en llengua francesa.[34]
- 3 de març, Sunnyside, Estats Units: Bonnie J. Dunbar, exastronauta de la NASA.[35]
- 6 de març Groningen: Henk Ebbinge, futbolista neerlandès que jugava en la demarcació de migcampista.
- 9 de març, Santander: Isabel Tocino Biscarolasaga, política, empresària i professora universitària espanyola, que fou Ministra de Medi Ambient amb José María Aznar.[36]
- 11 de març, 
  - Almeria: Pina López-Gay, historiadora i dirigent política i sindical espanyola.[37]
  - Bloemfontein, Sud-àfrica: Griselda Pollock, historiadora de l'art britànica feminista.[38]
- 22 de març, Saumur: Fanny Ardant, actriu francesa que guanyà el premi César a la millor actriu el 1997.[39]
- 26 de març, Ambach, Baviera: Patrick Süskind, escriptor i guionista alemany.
- 29 de març, Ciutat de Quebec: Pauline Marois, política quebequesa que fou primera ministra del Quebec, primera dona a exercir el càrrec.[40]
- 2 d'abril, Japó: Seiji Ebihara, golfista
- 5 d'abril, Akron: Judith Resnik, enginyera, astronauta estatunidenca de la NASA (m.1986).[41]
- 6 d'abril, Frankfurt, Hessen, Alemanya: Horst Ludwig Störmer, físic alemany, Premi Nobel de Física de l'any 1998.[42]
- 18 d'abril:
  - Hèlsinki (Finlàndia): Bengt Holmström, economista finlandès, Premi Nobel d'Economia de 2016.[43]
  - París (França): Michaël Levinas, compositor i pianista francès.[44]
- 19 d'abril, Valàuria: Paloma Picasso, empresària ̟i dissenyadora francoespanyola.[45]
- 26 d'abril, Buenos Aires, Argentina: Carlos Bianchi, futbolista i entrenador argentí.
- 5 de maig, Linares, província de Jaén: Raphael, cantant espanyol.
- 9 de maig, barri del Bronx, Nova York: Billy Joel, pianista i cantautor estatunidenc.[46]
- 12 de maig, Ourense: Elena Salgado Méndez, enginyera industrial, economista i política gallega, que ha ocupat la Vicepresidència del Govern espanyol i diversos Ministeris.[47]
- 13 de maig, Halmstad, Suècia: Eva Eriksson, il·lustradora i escriptora sueca.[48]
- 27 de maig, Ciutat de Mèxic: Alma Guillermoprieto, ballarina, professora, periodista i escriptora mexicana, que viu als EEUU.[49]
- 1 de juny, Šiauliai, RSS de Lituània, URSS: Irena Degutienė, política lituana.[50]
- 10 de juny, Sofia, Bulgària: Tania Boteva-Malo, directora de cinema i escriptora búlgara en francès.[51]
- 13 de juny, Bucarest: Victor Stoichita, historiador i crític d'art.
- 22 de juny, Basking Ridge, Summit, EUA: Meryl Streep, actriu nord-americana.
- 5 de juliol, Den Helder, Països Baixos: Gerardus 't Hooft, físic neerlandès, Premi Nobel de Física de l'any 1999.
- 15 de juliol, Halmstad, Suècia: Carl Bildt, polític suec, primer ministre de Suècia des de 1991 fins a 1994.[5]
- 18 de juliol, Pont-Audemer: Florence Cestac, dibuixant de còmics francesa.[52]
- 23 d'agost, Corfú: Vicky Leandros, cantant grega amb una extensa carrera internacional.[53]
- 31 d'agost, Nova York, EUA: David Politzer, físic nord-americà, Premi Nobel de Física de l'any 2004.[54]
- 4 de setembre, París, França: Yann Queffélec, escriptor francès, Premi Goncourt de l'any 1985.[55]
- 7 de setembre, Newark, Nova Jersey: Gloria Gaynor, cantant estatunidenca de soul i disco.[56]
- 8 de setembre, Garmisch-Partenkirchen, Baviera, Alemanya: Richard Strauss, compositor i director d'orquestra alemany (n. 1864).[57]
- 19 de setembre,Neasden, Londres, Anglaterra: Twiggy, nascuda Lesley Hornby, actualment coneguda pel seu nom de casada, Twiggy Lawson, model, actriu i cantant anglesa.[58]
- 20 de setembre, París, Sabine Azéma: actriu i directora francesa de cinema.[59]
- 21 de setembre, Cerro Largo, Rio Grande do Sul: Odilo Scherer, cardenal brasiler.
- 22 de setembre, Harbin, Heilongjiang (Xina): Liang Xiaosheng, escriptor i guionista xinès, Premi Mao Dun de Literaturade l'any 2019.
- 23 de setembre, Long Branch, Nova Jersey, EUA: Bruce Springsteen, cantant, compositor i guitarrista de rock estatunidenc.
- 2 d'octubre, Waterbury, Connecticut: Annie Leibovitz, fotògrafa estatunidenca.[60]
- 8 d'octubre - Manhattan, Nova York (EUA): Sigourney Weaver, actriu i productoraestatunidenca.[61]
- 14 d'octubre - Puertollano: Cristina García Rodero, fotoperiodista espanyola.[62]
- 16 d'octubre -Guangxi (Xina): Sun Li, nascut Sun Shengli (xinès: 孙胜利) escriptor xinès. Premi Mao Dun de Literatura de l'any 1991 per la seva novel·la 都市风流 traduïda a l'anglès com Rhapsody of Metropolis.(m. 2010).[63]
- 8 de novembre - Burbank, Califòrnia (EUA): Bonnie Raitt, cantant, guitarrista i compositora de blues i activista estatunidenca.[64]
- 3 de desembre - Montevideo: Lilián Celiberti, mestra i feminista uruguaiana.[65]
- 4 de desembre - Los Angeles, Califòrnia (EUA): Jeff Bridges, actor americà.[66]
- 7 de desembre - Pomona, Califòrnia (EUA): Tom Waits, pianista, cantant, compositor i actor estatunidenc[67]
- 12 de desembre: Monika Szwaja periodista, professora i escriptora polonesa.
- 22 de desembre, Douglas (illa de Man), Regne Unit: Robin Gibb, cantant, compositor i productor musical anglès, membre dels Bee Gees.
- 26 de desembre, Dili, Timor Oriental: José Ramos-Horta, polític timorès, President del Timor Oriental (2007-2012), Premi Nobel de la Pau de l'any 1996.
- Asturies: Antonio Corral Fernández, fotògraf.
- Bèlgica: Nicole Boumaâza, escriptora

## Necrològiques
Països Catalans
- 16 de gener, Sant Vicenç de Montalt: Carme Martí i Riera, modista i empresària catalana, creadora del sistema Martí (n. 1872).[68]
- 17 de febrer:
  - Barcelona: Joaquim Puig i Pidemunt, polític i sindicalista català (n. 1907).[2]
  - Barcelona: Angel Carrero Sancho, militar i polític català (n. 1917).[2]
  - Barcelona: Numen Mestre i Ferrando, militar, militant del PSUC (n. 1923).[2]
  - Barcelona: Pere Valverde Fuentes, polític català, militant del PSUC (n. 1915).[2]

- 2 de març, Lucknow: Sarojini Naidu, activista per la independència de l'Índia i poeta.[69]
- 11 de març - Barcelona: Joan Lamote de Grignon i Bocquet, pianista, compositor i director d'orquestra (n. 1872).
- 15 d'abril - Barcelona: Enric Barnosell i Saló, instrumentista de tible i compositor de sardanes català (n. 1891).[70]
- 1 de maig - Barcelona, Barcelonès: Josep Maria Jujol i Gibert, arquitecte, dibuixant, dissenyador i pintor modernista català (n. 1879).[71]
- 21 de juliol - Londresː Alice Everett, astrònoma i enginyera britànica (n. 1865).[72]
- 8 d'agost - València: Ernesto Hervás Vercher, baríton (n. 1873).
- 12 d'octubre - Barcelona: Francesca Bonnemaison. pedagoga i promotora de l'educació femenina popular; creadora de la Biblioteca Popular de la Dona el 1909 (n. 1872).[73]
- 18 d'octubre - Montevideo: Enriqueta Compte y Riqué, mestra uruguaianocatalana, fundadora del primer Jardí d'Infants de Sud-amèrica (n. 1866).[74]
- 5 de desembre - Perpinyà, el Rosselló: Antoni Rovira i Virgili, periodista, lingüista i polític català, president del Parlament de Catalunya a l'exili (n. 1882).[75]

Resta del món
- 9 de gener, Marsella: Odette Jasse, astrònoma francesa de l'Observatori de Marsella.[76]
- 13 de gener, Hèlsinki: Aino Aalto, arquitecta i dissenyadora finesa pionera (n. 1894).[77]
- 14 de gener, Madrid: Joaquín Turina, compositor espanyol (n. 1882).
- 17 de gener, Carradale: Flora Drummond, sufragista britànica (n. 1878).[78]
- 18 de febrer, Buenos Aires, Argentina: Niceto Alcalá-Zamora, polític i advocat, president de la Segona República Espanyola des del desembre del 1931 fins a l'abril de 1936 (71 anys).
- 4 de febrer, Charlottesville, Virgínia (EUA): William Henry Hunt, governador de Puerto Rico (n. 1857)[79]
- 20 de març, Nova Orleans, Louisiana: Irving Fazola, clarinetista i saxofonista estatunidenc.
- 30 de març, Buenos Aires (Argentina): Friedrich Bergius, químic alemany, Premi Nobel de Química de 1931 (n. 1884).
- 12 d'abril: François Bassères, metge militar rossellonès.
- 4 de maig: Accident aeri de Superga, l'avió que transportava la plantilla del Torino Football Club, dominadora del futbol italià de la dècada dels 40. Hi perderen la vida 31 persones, entre elles Valentino Mazzola i Ezio Loik.[80]
- 6 de maig, Niça, França: Maurice Maeterlinck, dramaturg belga en llengua francesa, principal exponent del teatre simbolista. Premi Nobel de Literatura de l'any 1911 (n. 1911).[81]
- 21 de maig, Canes (França): Klaus Mann, escriptor alemany (n. 1906)[82]
- 22 de maig, Salzburg, Àustria: Hans Pfitzner, compositor alemany. (n. 1869).[83]
- 9 de juny, Viena, Àustria: Maria Cebotari, soprano romanesa molt cèlebre en l'àrea germànica (n. 1910).[84]
- 10 de juny, Lillehammer, Noruega: Sigrid Undset, escriptora noruega, Premi Nobel de Literatura el 1928 (n. 1882).[85]
- 2 de juliol, Barvikha: Gueorgui Dimitrov Mikhàilov (en búlgar: Гео̀рги Димитро̀в Миха̀йлов), polític comunista búlgar, Primer Ministre de Bulgària entre 1946 i 1949 (n. 1882).[5]
- 18 de juliol, Skuteč, Txecoslovàquia: Vítězslav Novák, compositor postromàntic txec (n. 1870).[86]
- 3 d'agost, Budapest, Hongria: Hugó Ignotus, poeta, assagista i crític literari hongarès (n. 1869).[87]
- 8 d'agost, 
  - Rússia: Ivan Piddubny, lluitador ucraïnès d'origen cosac.
  - Ixelles, Bèlgica: Marguerite Verboeckhoven, pintora belga (n. 1865).[88]
- 16 d'agost, Atlanta (USA): Margaret Mitchell, escriptora i periodista, Premi Pulitzer 1937 per Allò que el vent s'endugué (n.1900).[89]
- 30 d'agost, Tirana: Sevasti Qiriazi, mestra albanesa, pionera de l'educació femenina.[90]
- 8 de setembre, Garmisch-Partenkirchen, Alemanya: Richard Strauss, director d'orquestra i compositor alemany (n. 1864).[91]
- 13 de setembre, Copenhaguen (Dinamarca): August Krogh, metge danès, Premi Nobel de Medicina o Fisiologia de 1920 (n. 1874).
- 28 de setembre, Frederiksberg, Dinamarca: Nancy Dalberg, compositora danesa (n. 1881).[92]
- 25 d'octubre, Ewhurst, Surrey: Mary Acworth Evershed, astrònoma i acadèmica britànica, especialista en Dante (n. 1867).[93]
- 28 d'octubre - Açoresː Ginette Neveu, violinista francesa (n. 1919).[94]